# 国务院办事机构
《国务院行政机构设置和编制管理条例》第六条规定，“国务院行政机构根据职能分为国务院办公厅、国务院组成部门、国务院直属机构、国务院办事机构、国务院组成部门管理的国家行政机构和国务院议事协调机构”，“国务院办事机构协助国务院总理办理专门事项，不具有独立的行政管理职能。”

## 现行国务院办事机构序列
1. 国务院研究室

### 列入中共中央直属机构
1. 国务院侨务办公室（加挂在中共中央统一战线工作部的牌子)
2. 国务院台湾事务办公室（与中共中央台湾工作办公室一个机构两块牌子)
3. 国家互联网信息办公室（与中央网络安全和信息化委员会办公室一个机构两块牌子)
4. 国务院新闻办公室（加挂在中共中央宣传部的牌子)
5. 国务院港澳事务办公室（中共中央港澳工作办公室对外保留的牌子）

## 印章
《国务院关于国家行政机关和企业事业单位社会团体印章管理的规定》规定：“国务院直属机构、办事机构的印章，正部级单位的直径5厘米，副部级单位的直径4.5厘米，中央刊国徽，国徽外刊机关名称，自左而右环行，由国务院制发。”